# Famille Jackson
La famille Jackson est une famille américaine de chanteurs et de musiciens — œuvrant en solo ou en groupe (Jackson Five, 3T) —, originaire de Gary dans l'Indiana (près de Chicago), et qui s'installe, dans les années 1970, à Encino, un quartier de Los Angeles en Californie.
Le membre le plus célèbre de cette famille est le chanteur et auteur-compositeur-interprète Michael Jackson (1958-2009), qui, après avoir été membre des Jackson Five, connaît une carrière solo internationale, et est reconnu comme « l'artiste le plus titré de tous les temps », devenant une figure principale de l'histoire de l'industrie du spectacle et l'une des icônes culturelles majeures du XXe siècle, surnommé « le roi de la Pop » (The King of Pop). Sa sœur Janet Jackson (1966), également chanteuse, connaît aussi un grand succès.

## Personnalités
Les membres de la famille les plus notables sont :
- Jackie Jackson (1951), chanteur, musicien ;
- Janet Jackson (1966), chanteuse, actrice ;
- Jermaine Jackson (1954), chanteur, bassiste ;
- Joseph Jackson (1928-2018), boxeur, grutier, musicien, producteur ;
- La Toya Jackson (1956), chanteuse, actrice, mannequin ;
- Marlon Jackson (1957), chanteur, agent immobilier ;
- Michael Jackson (1958-2009), chanteur, compositeur, danseur, acteur ;
- Paris Jackson (1998), actrice, chanteuse, mannequin ;
- Randy Jackson (1961), chanteur, musicien ;
- Rebbie Jackson (1950), chanteuse ;
- Taj Jackson (1973), chanteur dans le groupe 3T ;
- Taryll Jackson (1975), chanteur dans le groupe 3T ;
- Tito Jackson (1953-2024), chanteur, musicien ;
- TJ Jackson (1978), chanteur dans le groupe 3T.

ainsi que, par alliance :
- James Curtis DeBarge (1963), chanteur, musicien, premier époux de Janet Jackson ;
- Jermaine Dupri (1972), producteur, compagnon de Janet Jackson ;
- Lisa Marie Presley (1968-2023), chanteuse, fille d'Elvis Presley, et première épouse de Michael Jackson ;
- Debbie Rowe (1958), infirmière-psychologue, seconde épouse de Michael Jackson ;
- Katherine Scruse (1930), dite « Katherine Jackson », épouse de Joseph Jackson.

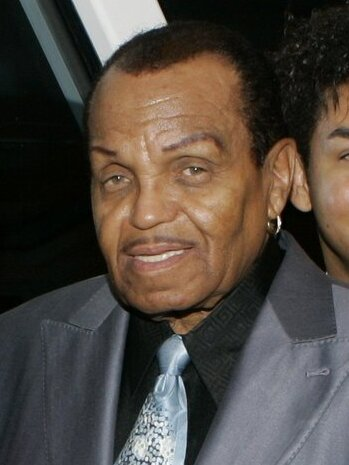
Joseph Jackson (1928-2018).
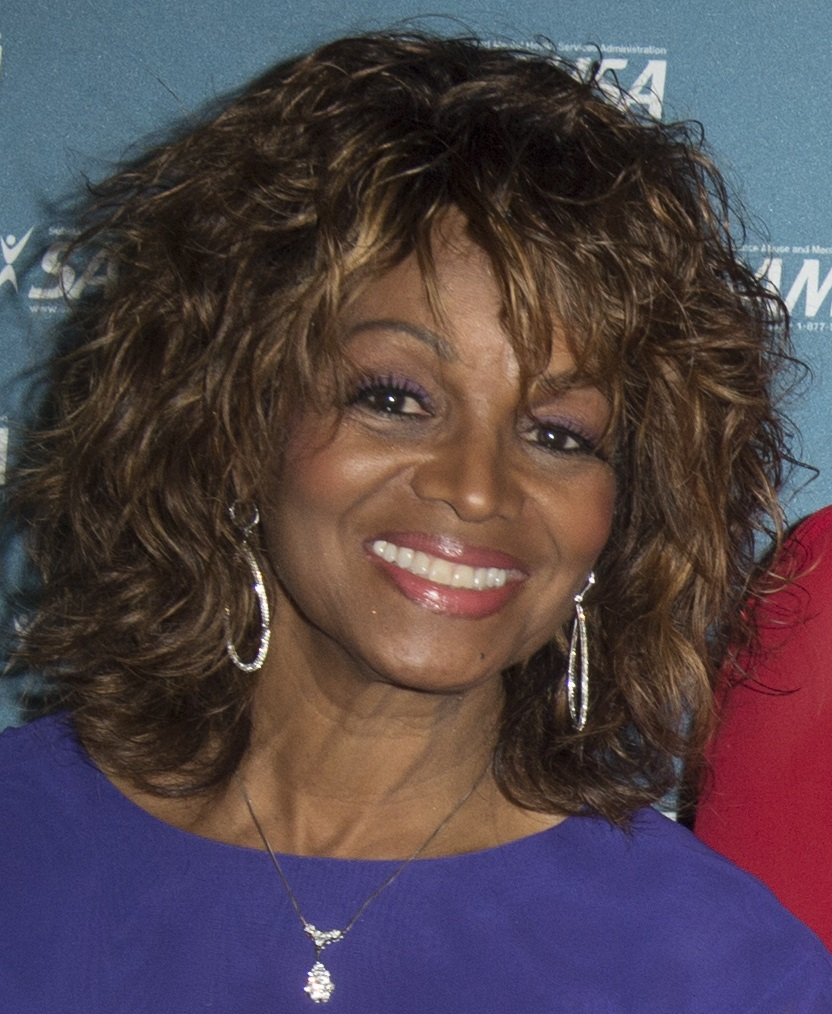
Rebbie Jackson (1950).
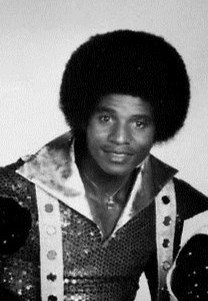
Jackie Jackson (1951).
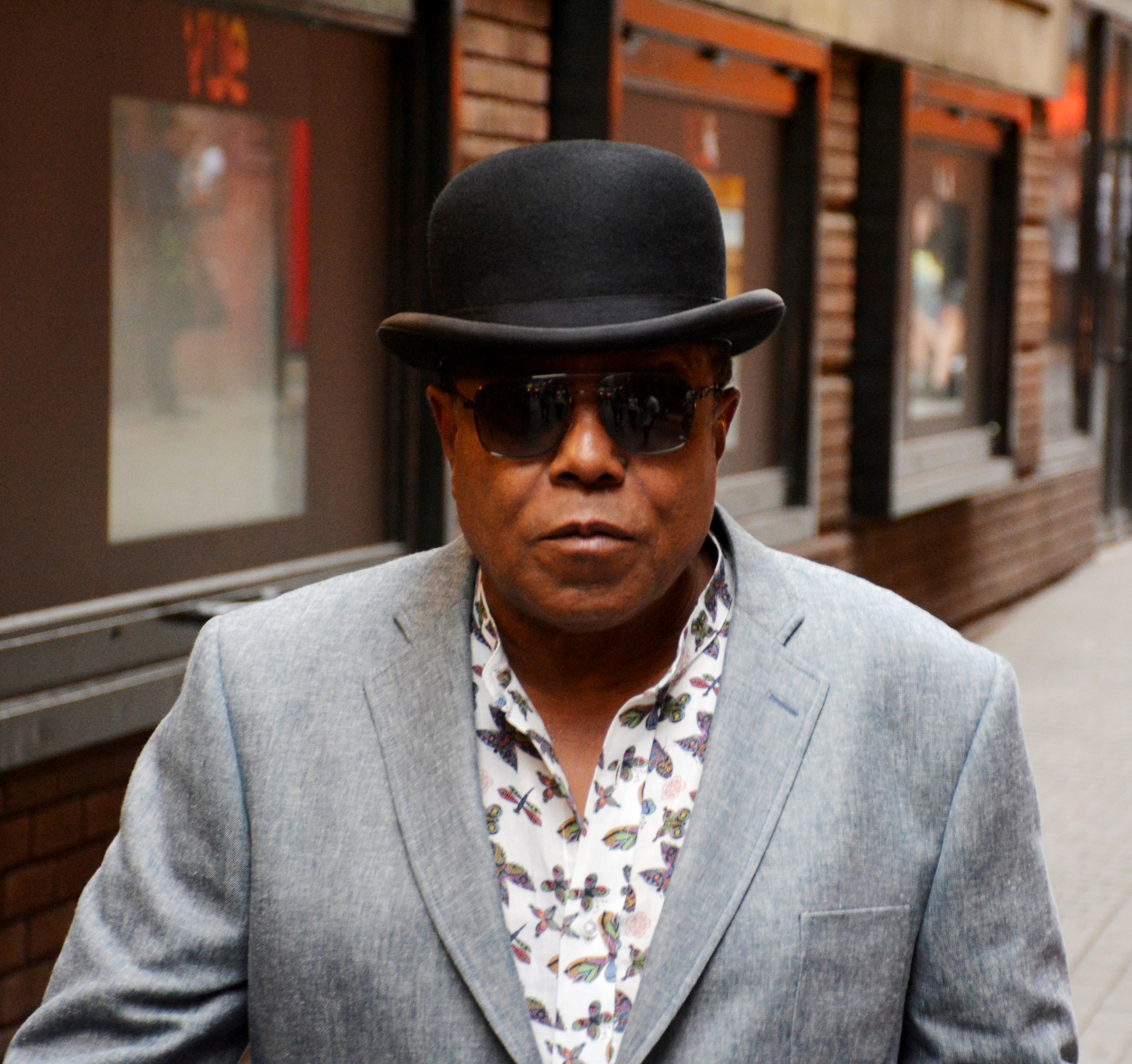
Tito Jackson (1953-2024).
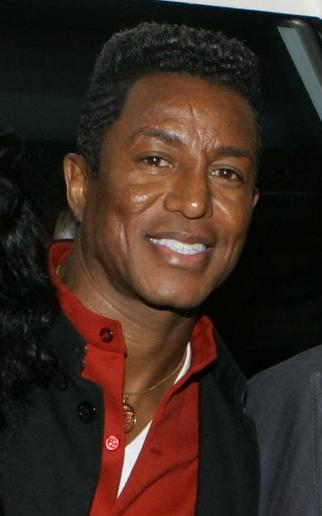
Jermaine Jackson (1954).
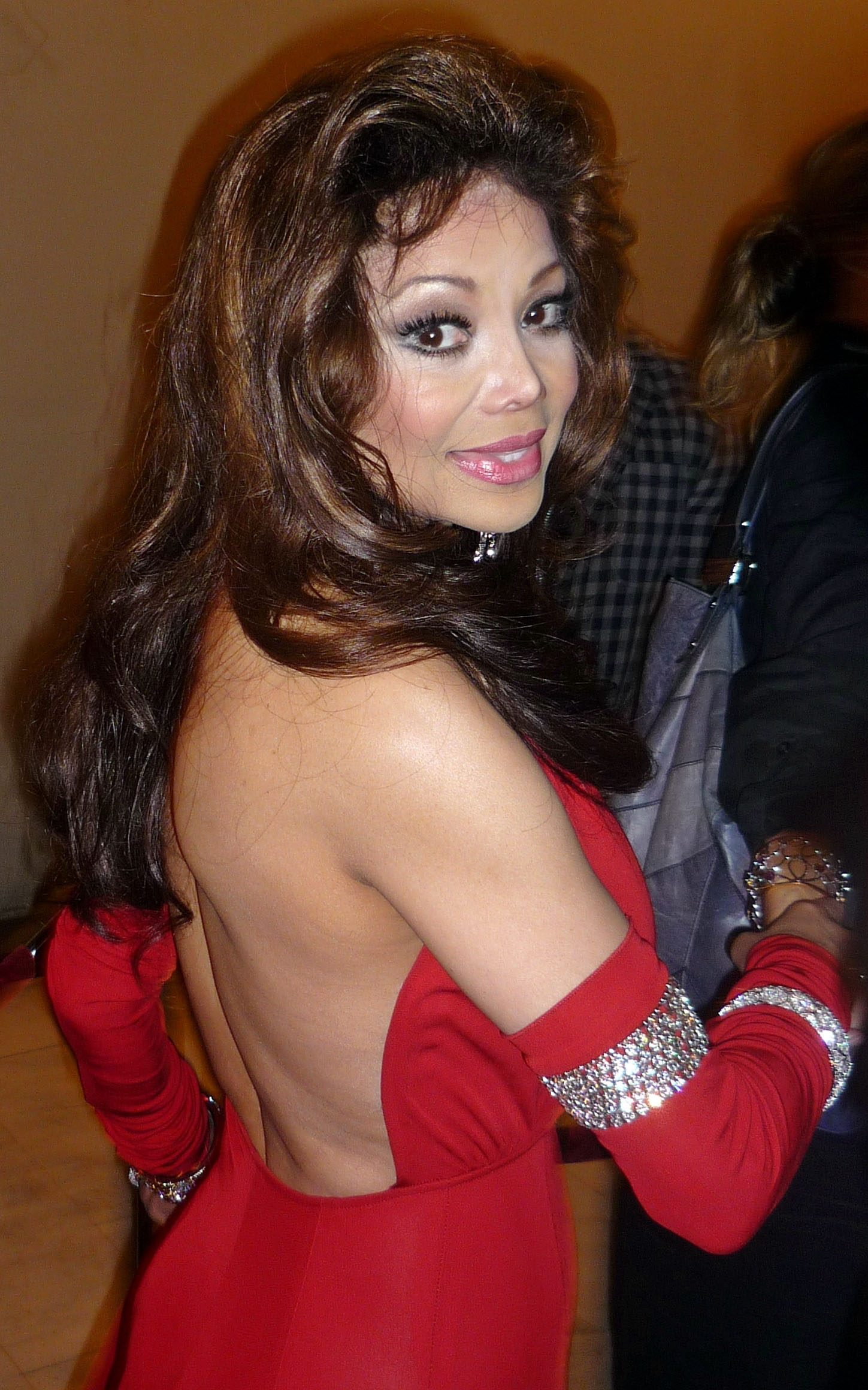
La Toya Jackson (1956).
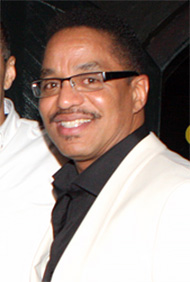
Marlon Jackson (1957).
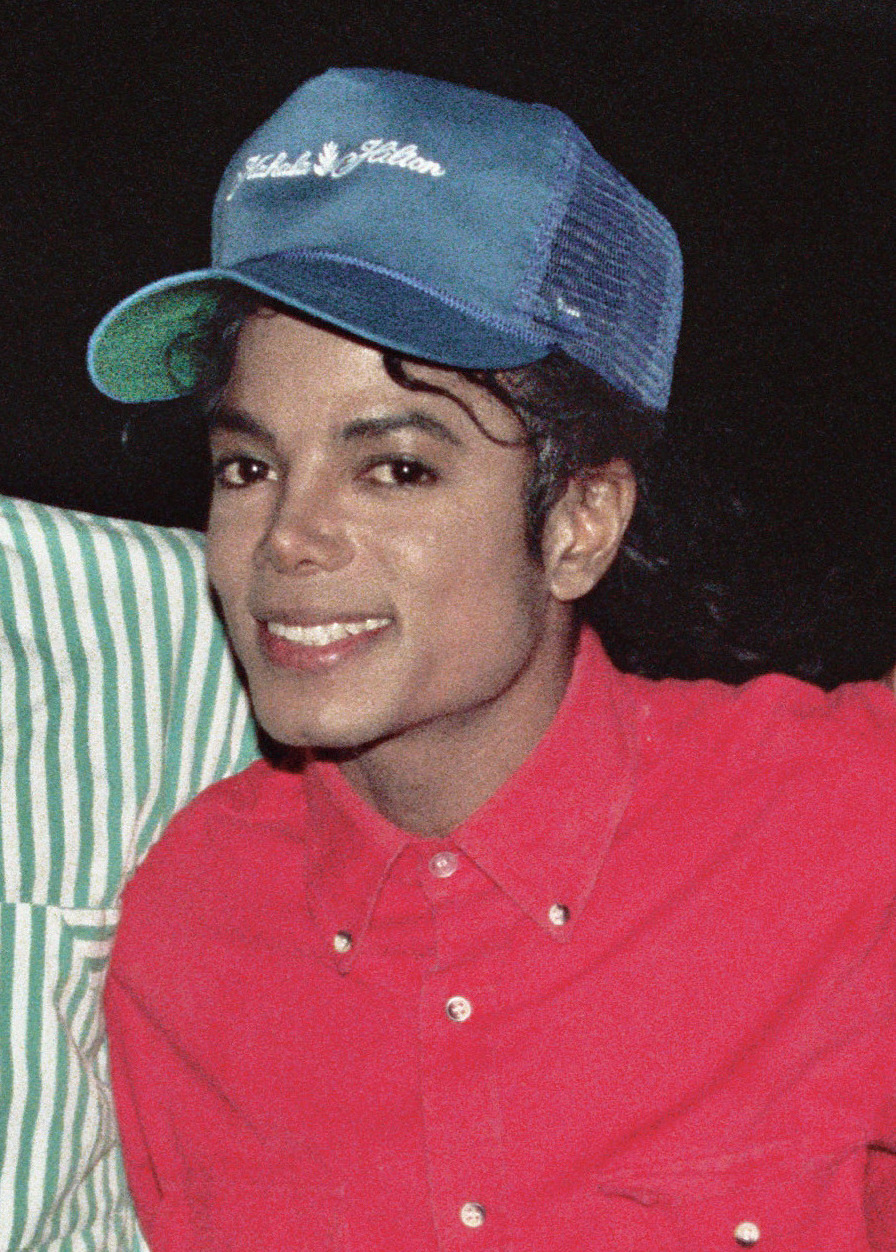
Michael Jackson (1958-2009).
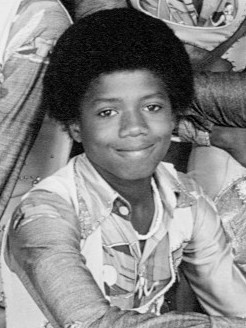
Randy Jackson (1961).
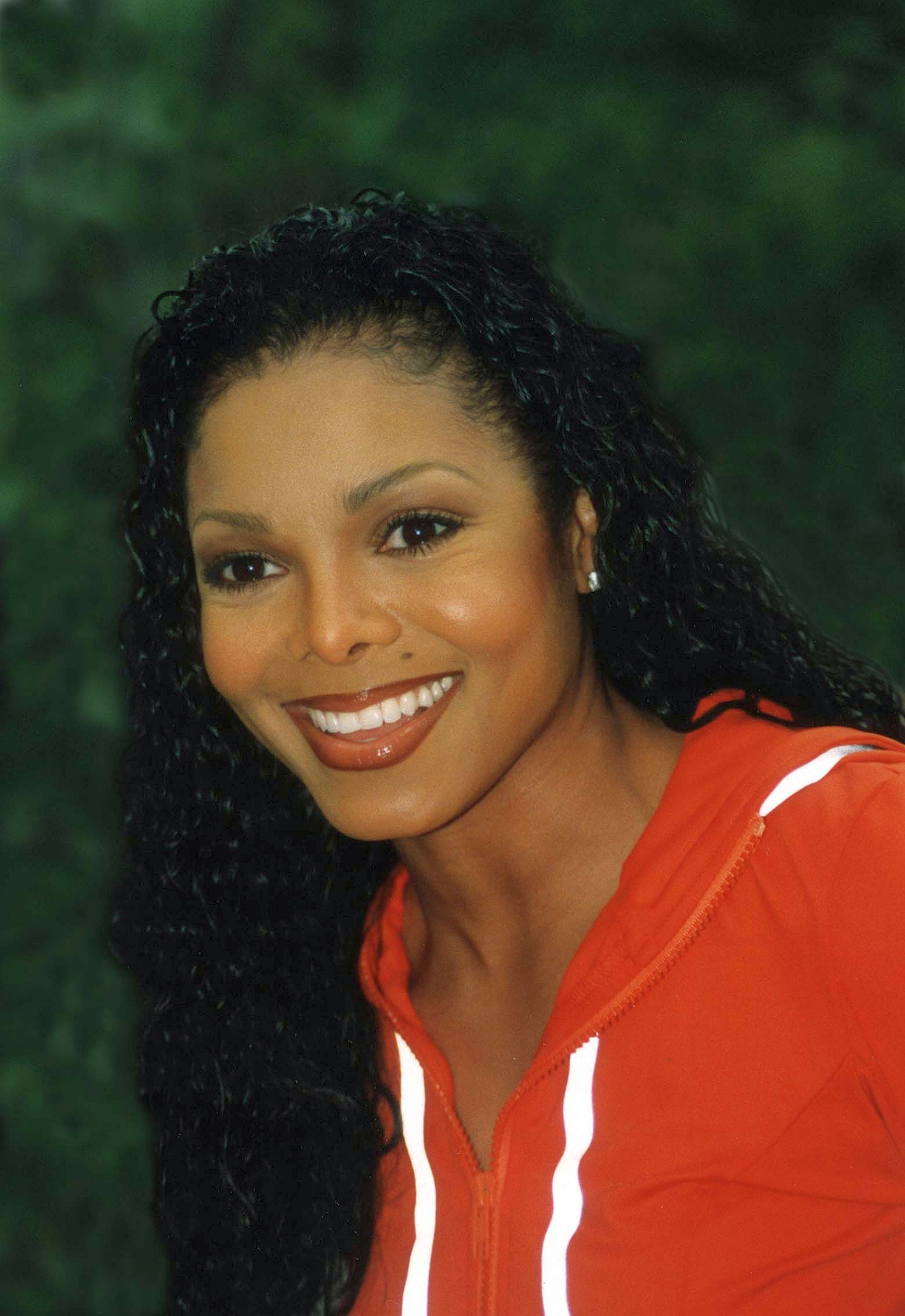
Janet Jackson (1966).
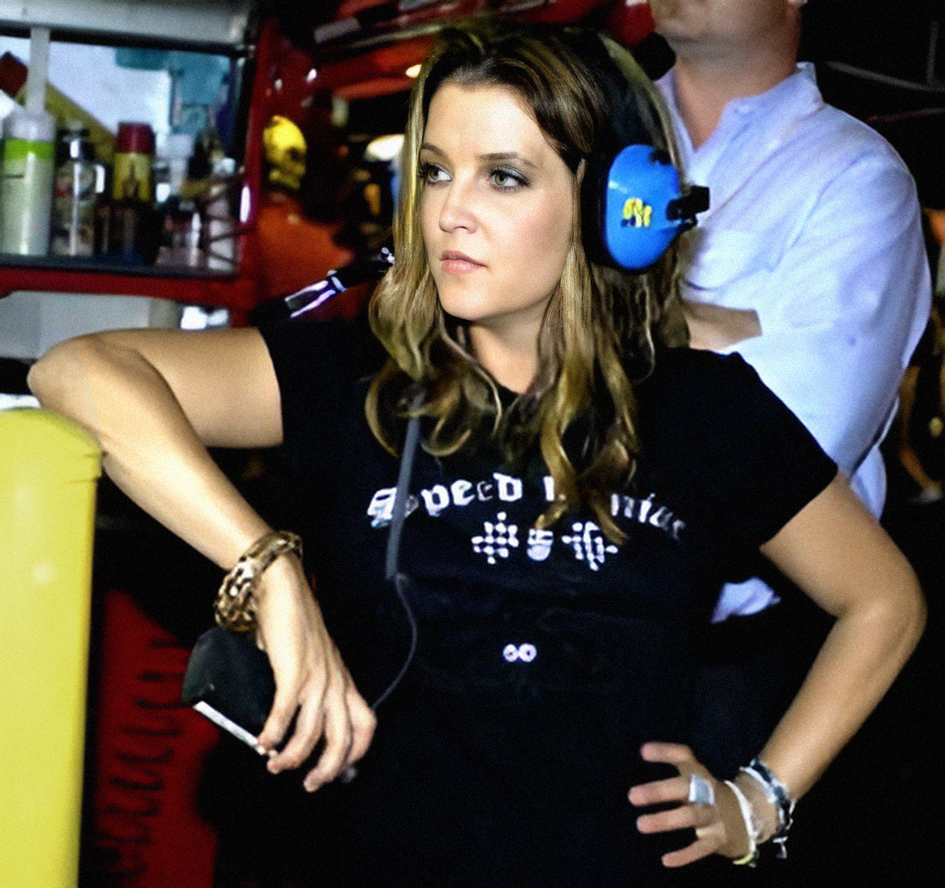
Lisa Marie Presley (1968-2023).
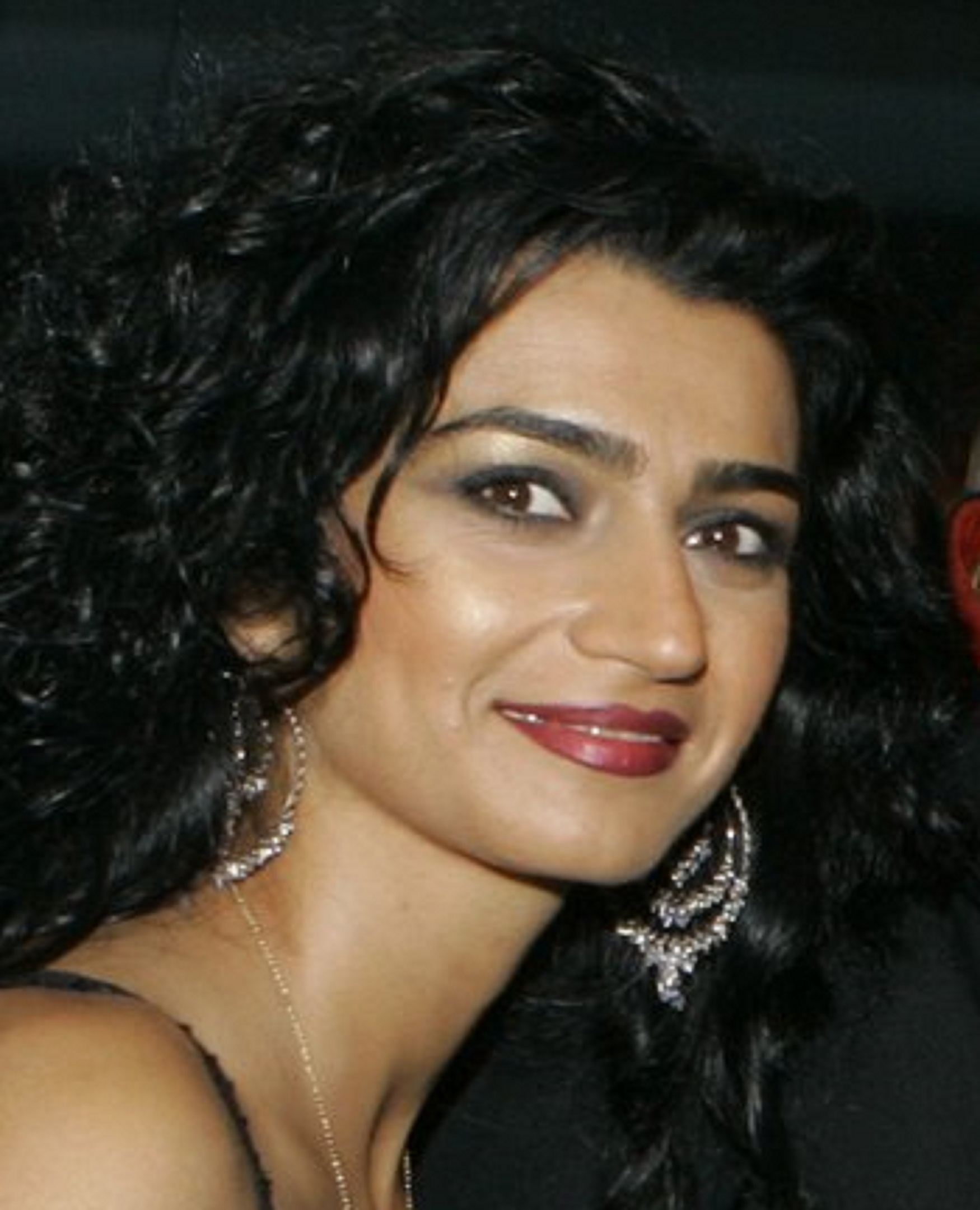
Halima Rashid (1970).
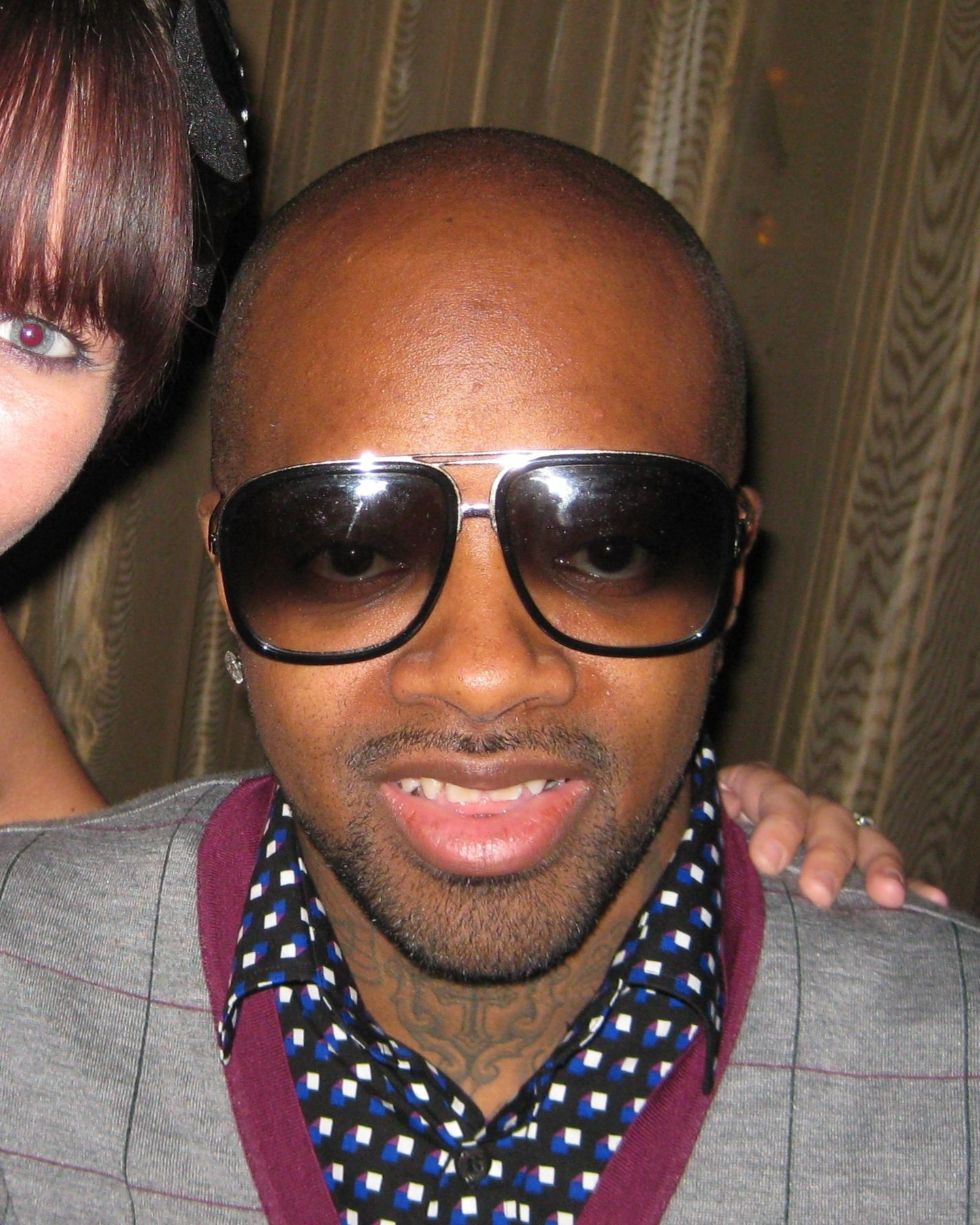
Jermaine Dupri (1972)
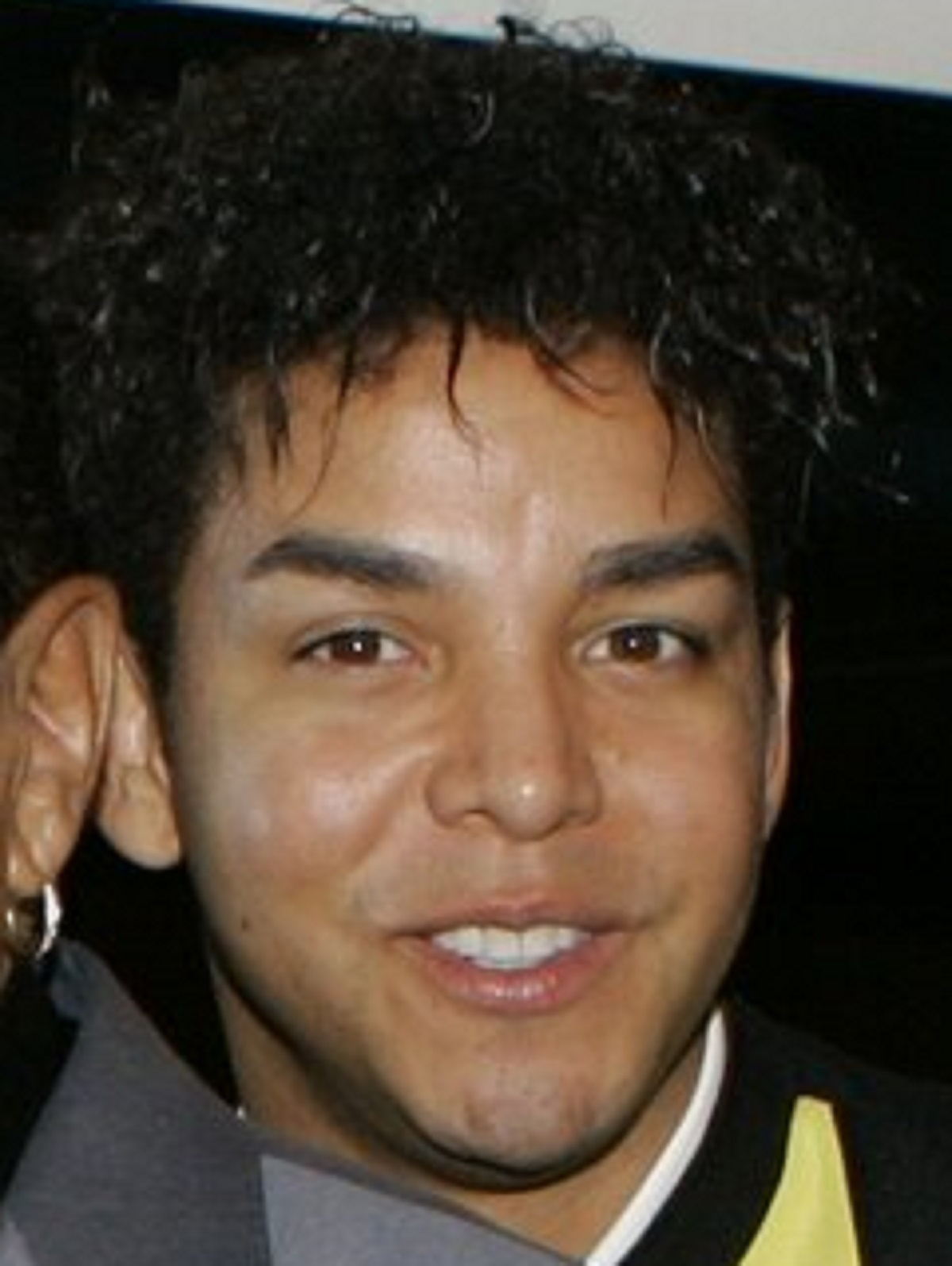
Taj Jackson (1973).
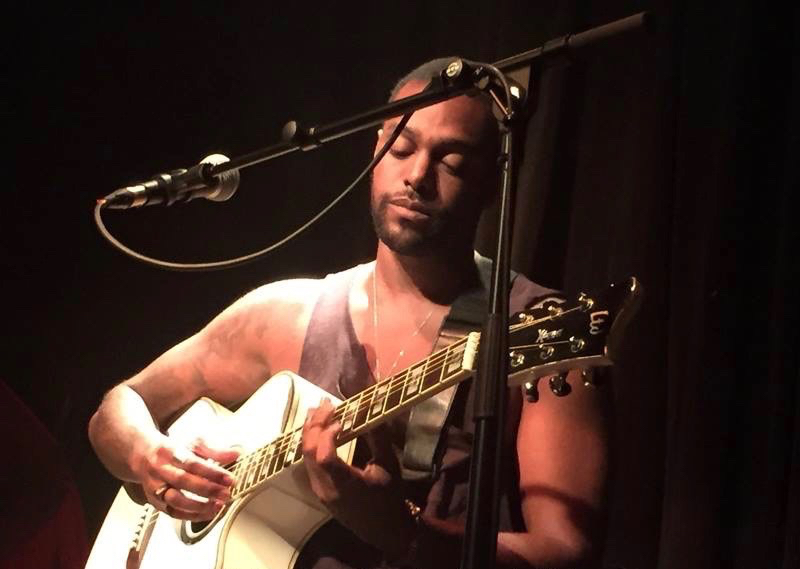
Austin Brown (1985).

## Histoire et activités musicales
Joseph Jackson (1929-2018), ouvrier et musicien amateur, se marie le 5 novembre 1949 avec Katherine Esther Scruse (1930), dont il a dix enfants : Rebbie (1950), Jackie (1951), Tito (1953-2024), Jermaine (1954), La Toya (1956), Marlon (1957), Brandon (1957-1957), Michael (1958-2009), Randy (1961) et Janet (1966). Marlon et Brandon sont des jumeaux, et Brandon est mort quelques heures après sa naissance.
|  |  |                       |                       |                       |                       |                       |                       |  |  |                       |                       |                       |                       |                       |                       |  |  |                          |                          |                          |                          |                          |                          |  |  | Samuel Jackson (1893-1993) | Samuel Jackson (1893-1993) | Samuel Jackson (1893-1993) | Samuel Jackson (1893-1993) | Samuel Jackson (1893-1993) | Samuel Jackson (1893-1993) |                            |                            | Crystal King (1907-1992)   | Crystal King (1907-1992)   | Crystal King (1907-1992) | Crystal King (1907-1992) | Crystal King (1907-1992) | Crystal King (1907-1992) |  |  | Prince Scruse (1907-1997) | Prince Scruse (1907-1997) | Prince Scruse (1907-1997) | Prince Scruse (1907-1997) | Prince Scruse (1907-1997) | Prince Scruse (1907-1997) |                         |                         | Martha Upshaw (1907-1990)   | Martha Upshaw (1907-1990)   | Martha Upshaw (1907-1990)   | Martha Upshaw (1907-1990)   | Martha Upshaw (1907-1990)   | Martha Upshaw (1907-1990)   |  |  |                             |                             |                             |                             |                             |                             |  |  |                      |                      |                      |                      |                      |                      |  |  |                      |                      |                      |                      |                      |                      |  |  |
|  |  |                       |                       |                       |                       |                       |                       |  |  |                       |                       |                       |                       |                       |                       |  |  |                          |                          |                          |                          |                          |                          |  |  | Samuel Jackson (1893-1993) | Samuel Jackson (1893-1993) | Samuel Jackson (1893-1993) | Samuel Jackson (1893-1993) | Samuel Jackson (1893-1993) | Samuel Jackson (1893-1993) |                            |                            | Crystal King (1907-1992)   | Crystal King (1907-1992)   | Crystal King (1907-1992) | Crystal King (1907-1992) | Crystal King (1907-1992) | Crystal King (1907-1992) |  |  | Prince Scruse (1907-1997) | Prince Scruse (1907-1997) | Prince Scruse (1907-1997) | Prince Scruse (1907-1997) | Prince Scruse (1907-1997) | Prince Scruse (1907-1997) |                         |                         | Martha Upshaw (1907-1990)   | Martha Upshaw (1907-1990)   | Martha Upshaw (1907-1990)   | Martha Upshaw (1907-1990)   | Martha Upshaw (1907-1990)   | Martha Upshaw (1907-1990)   |  |  |                             |                             |                             |                             |                             |                             |  |  |                      |                      |                      |                      |                      |                      |  |  |                      |                      |                      |                      |                      |                      |  |  |
|  |  |                       |                       |                       |                       |                       |                       |  |  |                       |                       |                       |                       |                       |                       |  |  |                          |                          |                          |                          |                          |                          |  |  |                            |                            |                            |                            |                            |                            |                            |                            |                            |                            |                          |                          |                          |                          |  |  |                           |                           |                           |                           |                           |                           |                         |                         |                             |                             |                             |                             |                             |                             |  |  |                             |                             |                             |                             |                             |                             |  |  |                      |                      |                      |                      |                      |                      |  |  |                      |                      |                      |                      |                      |                      |  |  |
|  |  |                       |                       |                       |                       |                       |                       |  |  |                       |                       |                       |                       |                       |                       |  |  |                          |                          |                          |                          |                          |                          |  |  |                            |                            |                            |                            | Joseph Jackson (1928-2018) | Joseph Jackson (1928-2018) | Joseph Jackson (1928-2018) | Joseph Jackson (1928-2018) | Joseph Jackson (1928-2018) | Joseph Jackson (1928-2018) |                          |                          |                          |                          |  |  |                           |                           |                           |                           | Katherine Scruse (1930)   | Katherine Scruse (1930)   | Katherine Scruse (1930) | Katherine Scruse (1930) | Katherine Scruse (1930)     | Katherine Scruse (1930)     |                             |                             |                             |                             |  |  |                             |                             |                             |                             |                             |                             |  |  |                      |                      |                      |                      |                      |                      |  |  |                      |                      |                      |                      |                      |                      |  |  |
|  |  |                       |                       |                       |                       |                       |                       |  |  |                       |                       |                       |                       |                       |                       |  |  |                          |                          |                          |                          |                          |                          |  |  |                            |                            |                            |                            | Joseph Jackson (1928-2018) | Joseph Jackson (1928-2018) | Joseph Jackson (1928-2018) | Joseph Jackson (1928-2018) | Joseph Jackson (1928-2018) | Joseph Jackson (1928-2018) |                          |                          |                          |                          |  |  |                           |                           |                           |                           | Katherine Scruse (1930)   | Katherine Scruse (1930)   | Katherine Scruse (1930) | Katherine Scruse (1930) | Katherine Scruse (1930)     | Katherine Scruse (1930)     |                             |                             |                             |                             |  |  |                             |                             |                             |                             |                             |                             |  |  |                      |                      |                      |                      |                      |                      |  |  |                      |                      |                      |                      |                      |                      |  |  |
|  |  |                       |                       |                       |                       |                       |                       |  |  |                       |                       |                       |                       |                       |                       |  |  |                          |                          |                          |                          |                          |                          |  |  |                            |                            |                            |                            |                            |                            |                            |                            |                            |                            |                          |                          |                          |                          |  |  |                           |                           |                           |                           |                           |                           |                         |                         |                             |                             |                             |                             |                             |                             |  |  |                             |                             |                             |                             |                             |                             |  |  |                      |                      |                      |                      |                      |                      |  |  |                      |                      |                      |                      |                      |                      |  |  |
|  |  |                       |                       |                       |                       |                       |                       |  |  |                       |                       |                       |                       |                       |                       |  |  |                          |                          |                          |                          |                          |                          |  |  |                            |                            |                            |                            |                            |                            |                            |                            |                            |                            |                          |                          |                          |                          |  |  |                           |                           |                           |                           |                           |                           |                         |                         |                             |                             |                             |                             |                             |                             |  |  |                             |                             |                             |                             |                             |                             |  |  |                      |                      |                      |                      |                      |                      |  |  |                      |                      |                      |                      |                      |                      |  |  |
|  |  | Rebbie Jackson (1950) | Rebbie Jackson (1950) | Rebbie Jackson (1950) | Rebbie Jackson (1950) | Rebbie Jackson (1950) | Rebbie Jackson (1950) |  |  | Jackie Jackson (1951) | Jackie Jackson (1951) | Jackie Jackson (1951) | Jackie Jackson (1951) | Jackie Jackson (1951) | Jackie Jackson (1951) |  |  | Tito Jackson (1953-2024) | Tito Jackson (1953-2024) | Tito Jackson (1953-2024) | Tito Jackson (1953-2024) | Tito Jackson (1953-2024) | Tito Jackson (1953-2024) |  |  | Jermaine Jackson (1954)    | Jermaine Jackson (1954)    | Jermaine Jackson (1954)    | Jermaine Jackson (1954)    | Jermaine Jackson (1954)    | Jermaine Jackson (1954)    |                            |                            | La Toya Jackson (1956)     | La Toya Jackson (1956)     | La Toya Jackson (1956)   | La Toya Jackson (1956)   | La Toya Jackson (1956)   | La Toya Jackson (1956)   |  |  | Marlon Jackson (1957)     | Marlon Jackson (1957)     | Marlon Jackson (1957)     | Marlon Jackson (1957)     | Marlon Jackson (1957)     | Marlon Jackson (1957)     |                         |                         | Brandon Jackson (1957-1957) | Brandon Jackson (1957-1957) | Brandon Jackson (1957-1957) | Brandon Jackson (1957-1957) | Brandon Jackson (1957-1957) | Brandon Jackson (1957-1957) |  |  | Michael Jackson (1958-2009) | Michael Jackson (1958-2009) | Michael Jackson (1958-2009) | Michael Jackson (1958-2009) | Michael Jackson (1958-2009) | Michael Jackson (1958-2009) |  |  | Randy Jackson (1961) | Randy Jackson (1961) | Randy Jackson (1961) | Randy Jackson (1961) | Randy Jackson (1961) | Randy Jackson (1961) |  |  | Janet Jackson (1966) | Janet Jackson (1966) | Janet Jackson (1966) | Janet Jackson (1966) | Janet Jackson (1966) | Janet Jackson (1966) |  |  |

Pressentant le talent de ses enfants, Joseph Jackson lance d'abord les Jackson Brothers (1963-1964), un groupe composé de ses trois aînés (Tito, Jackie et Jermaine), puis y associe ses deux autres fils, Marlon et Michael, formant alors les Jackson Five (1964-1975). Randy, plus jeune, rejoindra ensuite ses frères pour former alors avec eux The Jacksons (1976-1985). Leurs sœurs Rebbie, La Toya et Janet participeront aussi en tant que voix additionnelles.
Plusieurs membres de la famille sont ainsi devenus des personnalités marquantes de la musique pop américaine. Les Jackson Five lancent le succès musical de la famille que connaissent par la suite les frères et sœurs plus jeunes : LaToya, Randy et surtout Janet. La sœur aînée Rebbie connaît également un bref succès. Les Jackson Five restent connus comme la « First Family of Soul » et les succès continus des carrières solos de Michael et Janet font des Jackson la « Royal Family of Pop ».
Les fils de Tito Jackson, à savoir Taj, Taryll et TJ, se sont également lancés dans la musique dans les années 1990 sous le nom de 3T.

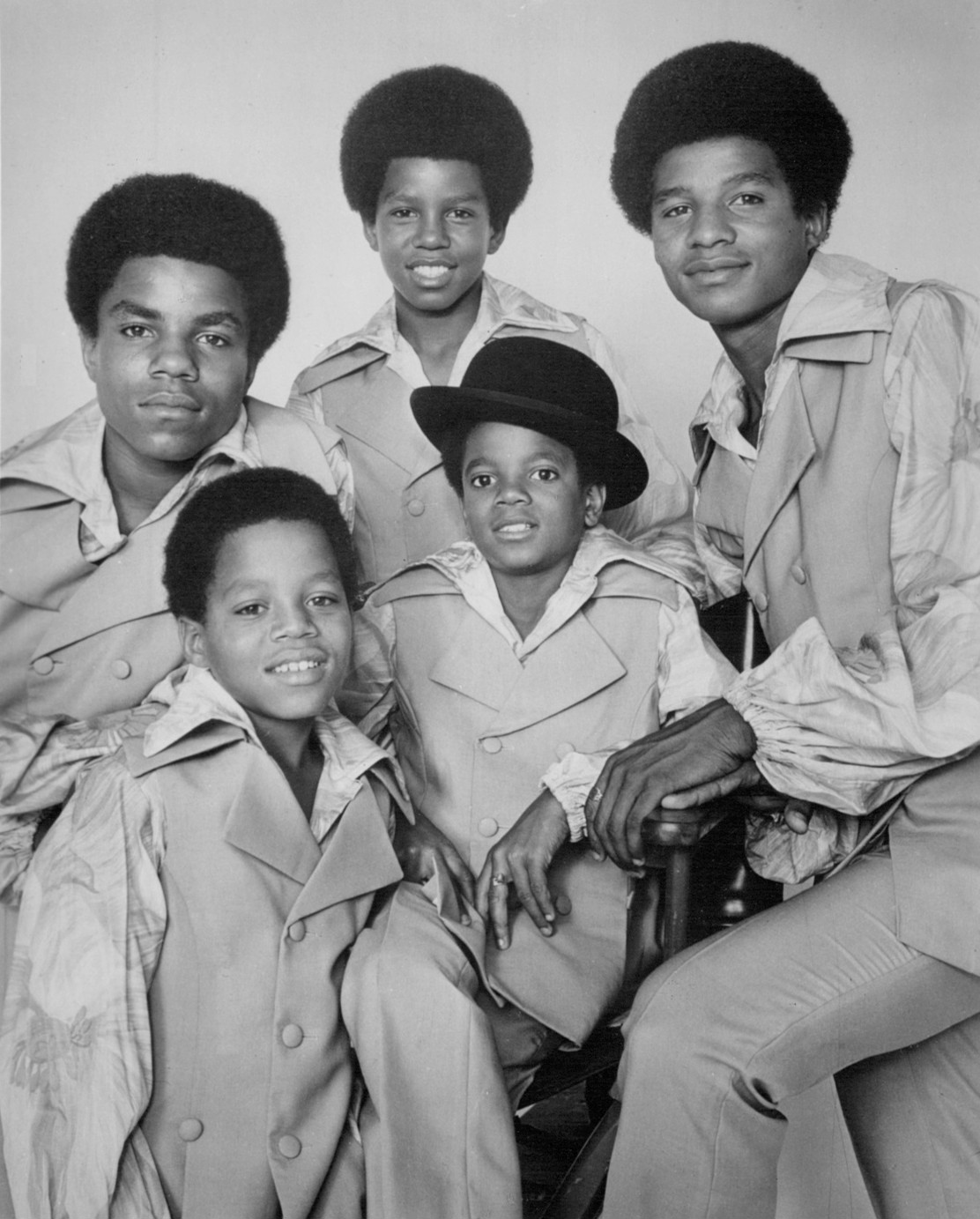
Les frères Jackie, Tito, Jermaine, Marlon et Michael Jackson, formant les Jackson Five, en 1969.
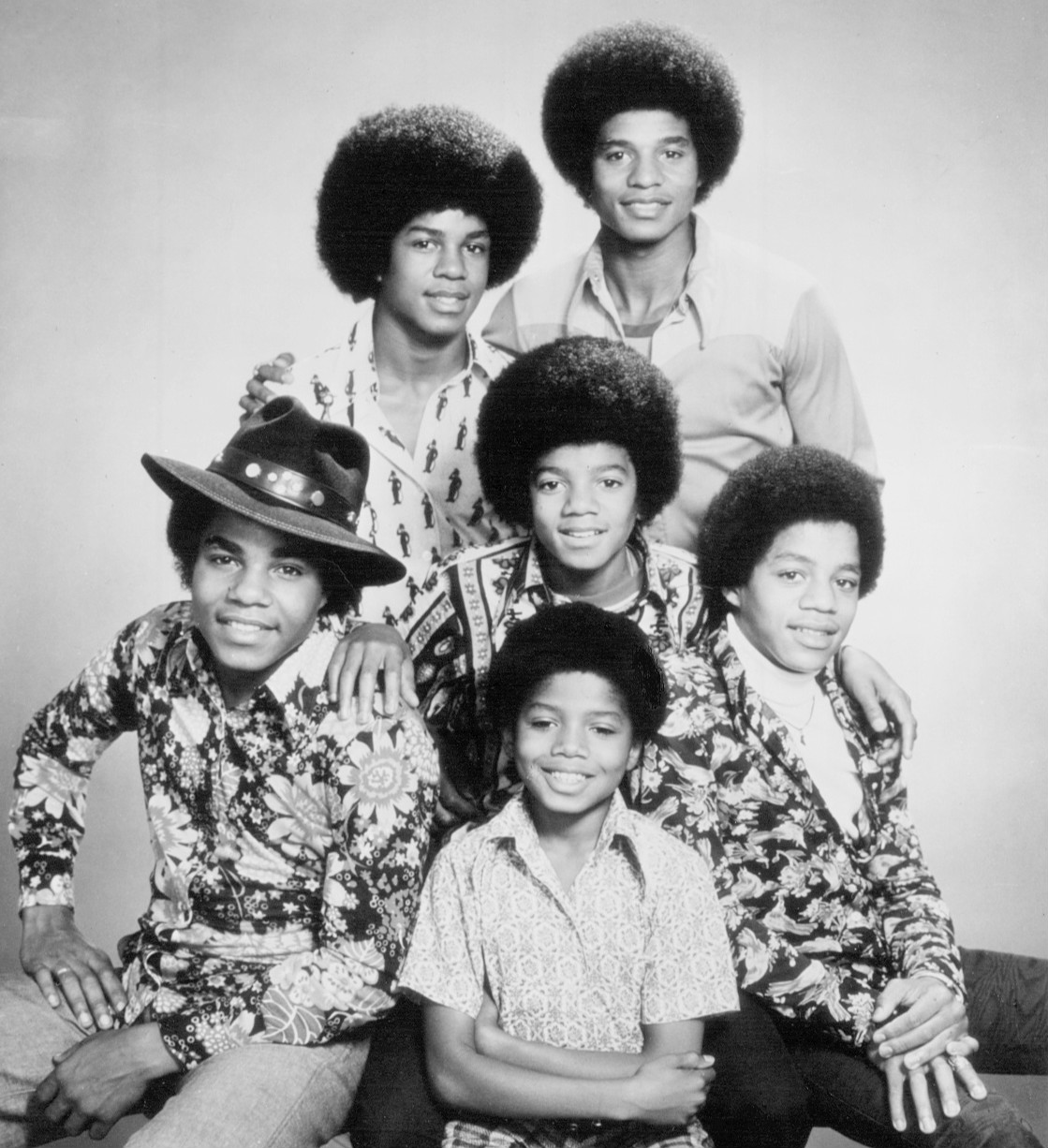
Les frères Jackie, Tito, Jermaine, Marlon, Michael Jackson, et Randy, formant les The Jacksons, en 1974.
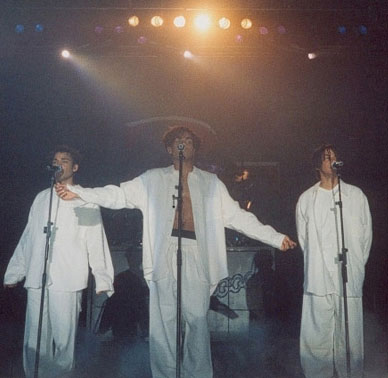
Les frères Taryll, TJ et Taj, formant les 3T en 1996.